# Anagrama
Anagrama est une maison d'édition espagnole fondée par Jorge Herralde en 1969 et dont le siège est à Barcelone. Elle est spécialisée dans la littérature.

## Histoire
La maison a édité plus de 3500 titres. Dans son catalogue figurent beaucoup des auteurs contemporains les plus significatifs tels que Michel Houellebecq, Irvine Welsh, Enrique Vila-Matas, Paul Auster ou Guy Debord, aussi bien dans le domaine du roman que de l'essai.
Son catalogue est divisé en plusieurs collections dont Narrativas hispánicas qui regroupe les auteurs de romans en espagnol tels que Sergio Pitol, Enrique Vila-Matas, Roberto Bolaño, Ricardo Piglia, Javier Tomeo ou Álvaro Pombo (mais aussi Javier Marías au début de sa carrière), Panorama de narrativas (fiction étrangère avec des auteurs comme Thomas Bernhard, Vladimir Nabokov, Patrick Modiano, Ian McEwan, Albert Cohen, Martin Amis, Norman Mailer, Catherine Millet, Alessandro Baricco ou Roberto Calasso) et Argumentos où l'on trouve des essais de penseurs, philosophes et écrivains contemporains tels que Guy Debord, Anselm Jappe, Hans Magnus Enzensberger ou Greil Marcus.
La maison décerne deux prix annuellement : le Prix Anagrama de l'essai (depuis 1973), et le prix Herralde du roman (depuis 1983).